# ゴンドラ (船)

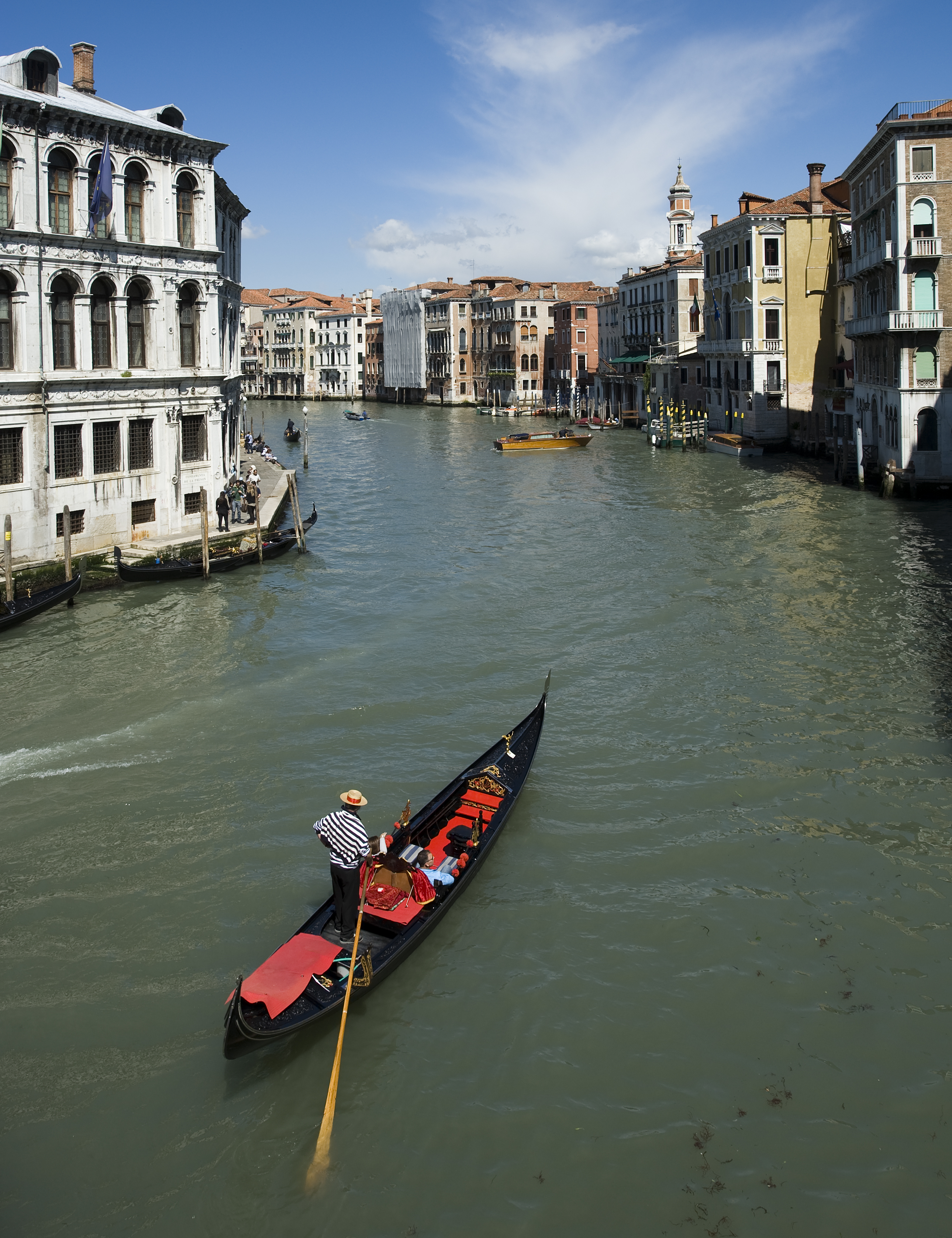
カナル・グランデを走行するゴンドラ

ゴンドラ（伊: gondola）とは、ヴェネツィアの伝統的手漕ぎボートのことである。漢字を当てて画舫とも書かれた。
ゴンドラは何世紀にも亘って、ヴェネツィアでの主な交通手段であり続けた。現在も、カナル・グランデ（大水路）の岸と岸をつなぐ渡し船（トラゲット）として公共交通機関の役割を果たしている。
現在のゴンドラの数は200から300、そのほとんどは観光タクシーとして使われており、数艘がトラゲットや個人所有の舟である。

## 船としての特徴
客船としてのゴンドラには小さな客室を有するものもあり、太陽や雨を避けることができる。
ゴンドラは長くて幅が狭く（長さ 11.5m、幅 1.4m）、船体が非対称（左側に乗るゴンドリエーレとバランスが取れるように左舷の方が右舷より25cm程度長い）で、縦に湾曲（ロッカー）して水との接触面を最小にとどめているため、ひとつのオールだけで多くの推進力を得ることができる。
船の前面にある鉄製の装飾は「フェッロ・ディ・プルーア」（ferro di prua）と呼ばれる。
「舳先の鉄」という意味で、ヴェネツィア語ではフェーロ・ダ・プローヴァ（fero da próva）やドルフィン（dolfin）と呼ばれる。フェッロは事故の衝撃から船首を守るとともに、装飾の役割や、船尾近くに立つゴンドリエーレとバランスを取るおもりの役目をも果たす。

## 操船
ゴンドラは、舳先に向かって立つゴンドリエーレ（船頭）が、片方だけのオール（櫂）で、引くというより押す力によって推進する。一般に考えられているのとは違い、ゴンドラは海底を棒でつついて進んでいるわけではない。それにはヴェネツィアの海が深すぎるのである。
オール（remo）は、オール留め（forcola）で留められている。オール留めは複雑な形をしており、オールを充てるポジションを変えることによって、ゆっくりした前進、速い前進、回転、減速、後進に対応できる。

## 歴史
ヴェネツィア共和国時代に費用削減法が実施され、ゴンドラは黒の塗装を義務づけられることになった。それが習慣となり、法律が無効になってからも現在に至るまでゴンドラは黒に塗装されている。
18世紀には、ゴンドラの数は数千を超えたと思われる。ゴンドラ製造は19世紀の終わりまで発展し続けたが、それ以降ヴェネツィアでもモーターボートがゴンドラに取って代わりつつある。
ゴンドリエーレは男の職業であったが、2010年に女性ゴンドリエーレが2名誕生。ゴンドリエーレは男性名詞なので、女性ならゴンドリエーラと言う。ヴェネツィア初の女性ゴンドリエーラは、渡し船（トラゲット）の漕ぎ手をしている。もう1人は出身地差別で訴え、見事勝った彼女はドイツ系である。出身も性別もこえての初の外国人女性ゴンドリエーラとなったが、 彼女はゴンドラ協会に所属していない為、正式なゴンドリエーラではなく、あくまでもホテルの従業員である。